# Sông Zuari
Sông Zuari (phát âm là [zuwəːriː]) là con sông lớn nhất ở bang Goa, Ấn Độ. Zuari là một con sông thủy triều bắt nguồn từ Hemad-Barshem ở dãy núi Ghat Tây. Sông Zuari chảy theo hướng tây nam qua các tehsil Tiswadi, Ponda, Mormugao, Salcete, Sanguem và Quepem.
Sông Zuari dài 92 km, nhưng được nối liền với các con sông và kênh rạch khác như sông Mandovi (dài 62 km) và kênh đào Cumbarjua (15 km). Các con sông khác ở Goa có chiều dài ngắn hơn như Terekhol (22 km), Chapora (29 km), Baga (5 km), Sal (16 km), Talpona (11 km) và Galgibag (4 km). Chiều dài và chiều rộng của các con sông thay đổi theo thủy triều và lũ theo mùa. Các chi lưu của Zuari bao gồm sông Kushawati, sông Sanguem và sông Uguem.
Sông Zuari và Mandovi hình thành nên một hệ thống cửa sông. Hai con sông được xem là xương sống của ngành nông nghiệp ở Goa. Kênh đào Cumbarjua, nối liền hai con sông đã cho phép tàu thuyền di chuyển từ các khu vực nội địa đến các mỏ quặng sắt. Nước của Mandovi và Zuari đều chảy ra biển Ả Rập tại Cabo Aguada, một điểm chung tạo thành cảng Mormugao. Thành phố cảng Vasco da Gama, Goa nằm ở cửa sông Zuari.